# Sened

Sened, Senedž ali  Sethenes je ime staroegipčanskega kralja (faraona) ki je morda vladal v obdobju Druge dinastije. Njegov zgodovinski položaj je nezanesljiv. Njegovo ime je na seznamih kraljev iz  ramzeškega obdobja, vendar je napisan na dva načina: Abidoški seznam kraljev posnema arhaično obliko njegovega imena, medtem ko je na Torinskem in Sakarskem seznamu zapisan s hieroglifom za oskubljeno gos.  
Dolžina njegove vladavine ni znana. Torinski seznam kraljev mu pripisuje 70 vladarskih let, zgodovinar Maneto pa trdi, da je Séthenes (Sened) vladal 41 let.